# Heleninolsäure
Heleninolsäure ist eine hydroxylierte und konjugierte, ungesättigte Fettsäure, die sowohl eine Doppel- als auch eine Dreifachbindung aufweist. Sie zählt zu den Alkin- und Alkensäuren sowie zu den Eninen. Sie ist optisch aktiv mit negativem Drehwert, das heißt linksdrehend.

## Vorkommen

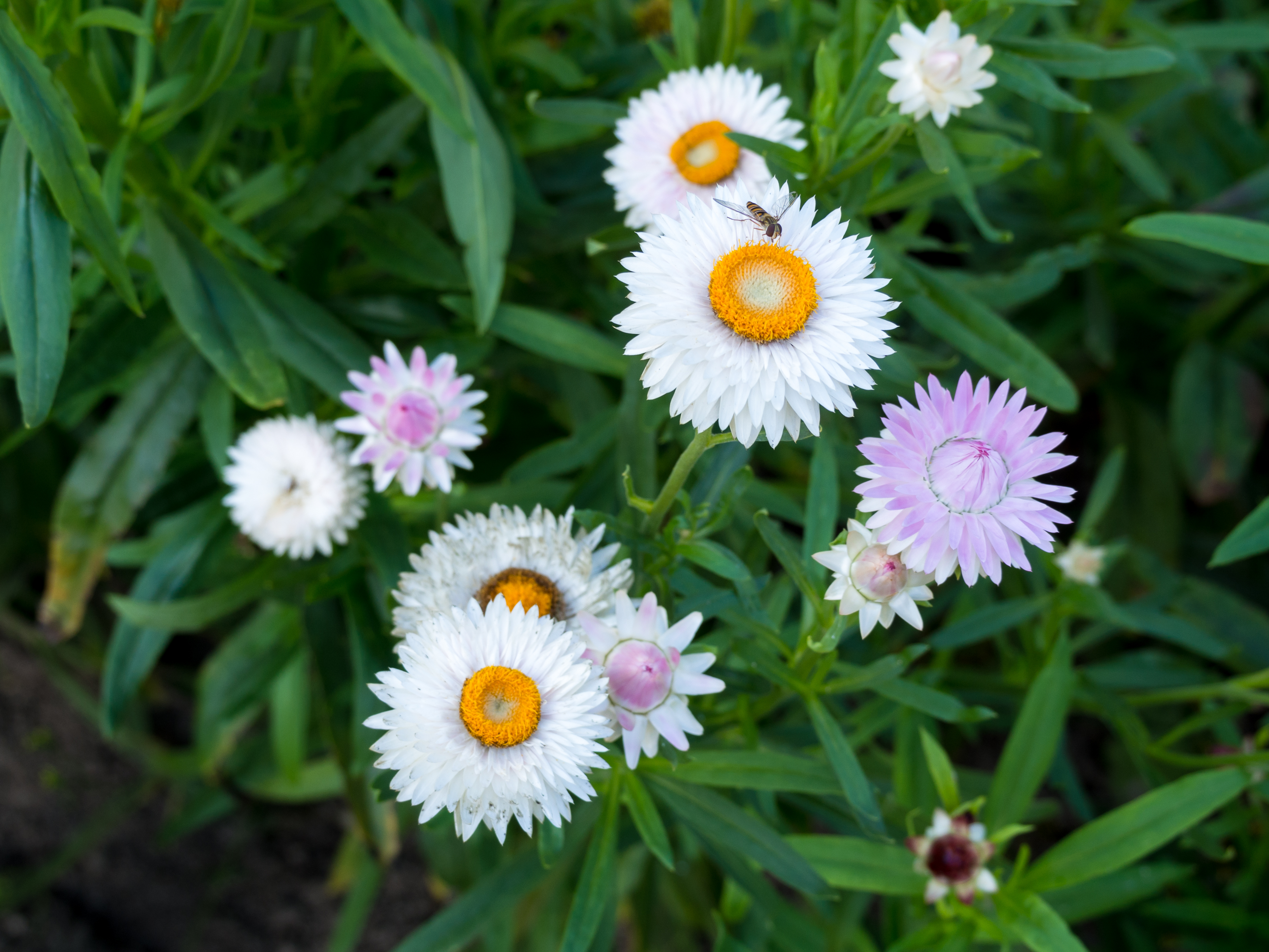
Das Samenöl der Garten-Strohblume enthält Heleninolsäure

Die Heleninolsäure kommt in der Garten-Strohblume (Helichrysum bracteatum) in enantiomerreiner Form vor. In einigen Samen entsteht Heleninolsäure durch Oxidation während der Lagerung, z. B. bei denen von Crepis versicaria aus der Gattung Pippau.

## Synthese
Racemische Heleninolsäure kann ausgehend von Methyloleat synthetisiert werden. Durch dessen Ozonolyse wird Methyl-9-oxononanoat gewonnen. Dessen Kohlenstoffkette wird durch Acetylen und 1-Bromhept-1-in verlängert und dadurch eine Verbindung mit zwei Dreifachbindungen aufgebaut. Eine der Dreifachbindungen wird mittels Lithiumaluminiumhydrid reduziert.